# Toma del lait brusc
La toma dël làit brusch (littéralement tomme de lait aigre en piémontais) est un fromage piémontais originaire de la val de Suse.

## Histoire
L'origine de ce fromage est assez ancienne et selon certaines légendes est liée au passage de Hannibal Barca.